# Макачинас, Тейсутис Антано
Тейсутис Антано Макачинас (5 сентября 1938, Каунас) — литовский и советский композитор, музыкальный педагог. Профессор Литовской академии музыки и театра (с 1996). Заслуженный деятель искусств Литовской ССР. Лауреат Республиканской премии им. С. Шимкуса (1967 и 1969).

## Биография
В 1961 окончил Литовскую консерваторию по классу композиции Ю. Юзелюнаса.
В 1958—1961 годах работал концертмейстером музыкального училища им. Ю. Таллат-Кялпши. С 1959 г. — преподаватель Вильнюсской консерватории (с 1971 года — заведующий отделением музыкальной теории и композиции). Профессор (с 1996). С 2012 года — Президент Литовской ассоциации защиты авторских прав
В 2018 году награждён рыцарским крестом ордена «За заслуги перед Литвой».

## Избранные музыкальные сочинения
- Для солиста, хора и симфонического оркестра — кантата «Поэма солнца» (сл. М. Мартинайтиса, 1975)
- Для хора и симфонического оркестра — кантаты «Пепел Пирчюписа» (сл. А. Ионинаса, 1960), «Вильнюсу» (сл. М. Мартинайтиса, 1973), сюита «Свети, солнышко мира» (сл. К. Кубилинскаса, 1961)
- Для симфонического оркестра — «Четыре эскиза» (1959)
- Для струнного оркестра — «Три танца» (1961), Менуэт (1974)
- для флейты, альта и струнного оркестра — «Две поэмы» (1962)
- Для духового оркестра — «Праздничная увертюра» (1964), «Рассказ ветерана» (1973)
- Струнный квартет (1961)
- Для скрипки, виолончели и фортепиано — «Трио» (1958)
- Для виолончели и фортепиано — Анданте (1965)
- Для фортепиано — «Вариации» (1957), сюиты: I (1962), II (1968), «Пять прелюдов» (1962), «Чюрленису» (1975)
- Для органа — Соната (1965), «Остинато» (1967)
- Для голоса и фортепиано — циклы «Осенние акварели» (сл. В. Миколайтиса-Путинаса, 1962), «Три сказки» (сл. Л. Гутаускаса (1973)
- Для хора — «Красный флаг» (сл. И. Лапашинскаса, 1973), «Цвета солнца» (сл. В. Бараускаса, 1974), «Баллада о сержанте» (сл. В. Бараускаса, 1975), «Помнят люди» (сл. С. Жлибинаса, 1975)
- Для эстрадного оркестра — пьесы
- Песни (более 100) на слова литовских поэтов, в том числе «Пылят пути-дороженьки» (сл. С. Жлибинаса, 1967), «Горный сказ» (сл. В. Бложе, 1970), «Тебе, юность мира» (сл. В. Бложе, 1972), «Богатыри» (сл. И. Лапашинскаса, 1972), «Мальчики» (сл. С. Жлибинаса, 1973), «Августовская баллада» (сл. В. Шимкуса, 1975)
- Музыка к драматическим спектаклям, кинофильмам, телефильмам
- Обработка народных песен.